# Нью-Куяма (Каліфорнія)
Нью-Куяма (англ. New Cuyama) — переписна місцевість (CDP) в США, в окрузі Санта-Барбара штату Каліфорнія. Населення — 542 особи (2020).

## Географія
Нью-Куяма розташований за координатами 34°56′32″ пн. ш. 119°40′51″ зх. д. / 34.94222° пн. ш. 119.68083° зх. д. (34.942148, -119.680762).  За даними Бюро перепису населення США в 2010 році переписна місцевість мала площу 1,83 км², уся площа — суходіл.

### Клімат
| Клімат : Нью-Куяма    | Клімат : Нью-Куяма | Клімат : Нью-Куяма | Клімат : Нью-Куяма | Клімат : Нью-Куяма | Клімат : Нью-Куяма | Клімат : Нью-Куяма | Клімат : Нью-Куяма | Клімат : Нью-Куяма | Клімат : Нью-Куяма | Клімат : Нью-Куяма | Клімат : Нью-Куяма | Клімат : Нью-Куяма | Клімат : Нью-Куяма |
| Показник              | Січ.               | Лют.               | Бер.               | Квіт.              | Трав.              | Черв.              | Лип.               | Серп.              | Вер.               | Жовт.              | Лист.              | Груд.              | Рік                |
| Середній максимум, °C | 16,1               | 16,7               | 18,3               | 21,7               | 26,7               | 31,1               | 34,4               | 33,9               | 30,6               | 25,6               | 18,9               | 16,1               | 23,9               |
| Середній мінімум, °C  | 0,0                | 1,1                | 2,2                | 3,3                | 6,7                | 10,6               | 13,3               | 12,8               | 10,6               | 6,1                | 1,7                | 0,0                | 5,6                |
| Норма опадів, мм      | 38                 | 43                 | 41                 | 13                 | 5                  | 0                  | 3                  | 3                  | 10                 | 8                  | 15                 | 28                 | 203                |
| --------------------- | ------------------ | ------------------ | ------------------ | ------------------ | ------------------ | ------------------ | ------------------ | ------------------ | ------------------ | ------------------ | ------------------ | ------------------ | ------------------ |
| Джерело: Weatherbase  |                    |                    |                    |                    |                    |                    |                    |                    |                    |                    |                    |                    |                    |

## Демографія
Згідно з переписом 2010 року, у переписній місцевості мешкало 517 осіб у 177 домогосподарствах у складі 122 родин. Густота населення становила 283 особи/км².  Було 215 помешкань (118/км²).
Расовий склад населення:
| - 80,9 % — білих - 2,7 % — корінних американців - 0,6 % — чорних або афроамериканців - 0,6 % — азіатів - 10,3 % — осіб інших рас |

До двох чи більше рас належало 5,0 %. Частка іспаномовних становила 45,3 % від усіх жителів.
За віковим діапазоном населення розподілялося таким чином: 30,9 % — особи молодші 18 років, 56,9 % — особи у віці 18—64 років, 12,2 % — особи у віці 65 років та старші. Медіана віку мешканця становила 35,1 року. На 100 осіб жіночої статі у переписній місцевості припадало 105,2 чоловіків;  на 100 жінок у віці від 18 років та старших — 97,2 чоловіків також старших 18 років.
Середній дохід на одне домашнє господарство  становив 42 735 доларів США (медіана — 40 125), а середній дохід на одну сім'ю — 48 207 доларів (медіана — 47 417). За межею бідності перебувало 31,9 % осіб, у тому числі 34,5 % дітей у віці до 18 років та 15,9 % осіб у віці 65 років та старших.
Цивільне працевлаштоване населення становило 176 осіб. Основні галузі зайнятості: сільське господарство, лісництво, риболовля — 39,2 %, освіта, охорона здоров'я та соціальна допомога — 22,7 %, будівництво — 15,9 %.